# A Voz de Angola
A Voz de Angola o (del portugués, La voz de Angola) es un programa de talentos angoleño que se estrenó el 11 de octubre del 2015. El programa se basa en el exitoso formato holandés The Voice creado por el productor de televisión John de Mol.
El programa se transmitió semanalmente los domingos a las 7 p. m. por Jango Luxo, canal 512 del DStv, el mayor proveedor de televisión satelital de África.
Mariedne Feliciano, cuyo entrenador fue Yola Semedo, fue la ganadora de la primera temporada de La Voz de Angola presentada por Dinamene Cruz. La competencia en la final fue entre L'Vincy, Rafael Sampaio y Cirius.

## Formato
La Voz consiste en elegir de entre un grupo de concursantes de distintas edades, a aquellos que destaquen por sus cualidades vocales, sin que su imagen influya en la decisión del jurado, integrado por conocidos artistas que posteriormente dirigen su formación artística. El objetivo de este formato es encontrar la mejor voz votada del país, es decir, de Angola. Sin embargo, y de igual manera, pueden participar personas de distintas partes del mundo.
Hay 6 etapas durante la competencia:
Pre-Audiciones

La primera etapa del talent show no es retransmitido. Los productores realizan una audición a todos los artistas que se inscribieron a través de la página web. Los seleccionados pasan a la etapa de audiciones a ciegas donde deben cantar para los entrenadores.
Audiciones a ciegas

La segunda fase son las "Audiciones Ciegas ". Aquí los entrenadores forman sus equipos, los cuales entrenarán y guiarán a lo largo de la competencia. Las sillas de los jueces se encuentran de espaldas y de frente al público durante la actuación de cada aspirante; aquellos interesados en algún artista, presionan el botón que se ubica en la silla, con el cual giran, poniéndose de frente al artista, al mismo tiempo que, se ilumina la parte inferior de la misma, en donde se lee la leyenda "Quiero tu voz". Luego de concluida la presentación, el artista ingresa directamente al equipo del entrenador que se interesó, o en caso de que más de un entrenador se haya interesado, él decide a qué equipo ingresará mediante los argumentos o criterios que cada uno de ellos le ofrezca para guiarlo en base su beneficio musical de la temporada.
Las Batallas

En las Batallas, cada entrenador agrupa en parejas a los miembros de su equipo, para que se enfrenten en un ring y canten la misma canción mostrando así, sus mejores dotes vocales y artísticos. Al final de cada presentación, solo uno de ellos avanza a la siguiente ronda. En cada temporada, cada entrenador recibe la ayuda de mentores invitados, que le ayudan a asesorar a sus participantes para lucirse y realizar una buena actuación, aportando su punto de vista para tomar la mejor decisión en el equipo.
Knockouts

Durante esta ronda, una pareja de artistas del mismo equipo son seleccionados para realizar actuaciones en el mismo momento. Cada artista tiene la posibilidad de elegir su propia canción, y reciben además, la ayuda y consejos de sus entrenadores y de un invitado especial. Al final de ambas presentaciones, cada entrenador selecciona a uno de ellos para que avance a la siguiente ronda. Sin embargo, en esta etapa cada entrenador recibe la oportunidad del "Robo", 2 en total, los cuales les permiten salvar e incorporar a sus equipos a concursantes eliminados por otros entrenadores durante esta ronda.
Los Playoffs

En los Playoffs, los participantes se presentan individualmente en rondas por equipos para demostrar una vez más su talento; y donde cada entrenador deberá salvar a 2 participantes (de los 8 en total), mientras que los demás irán al voto telefónico, SMS y/o por plataforma digital, para que el público de está manera salvé a 2 más. En esta dinámica, el entrenador queda con 4 participantes.
Shows en vivo

En esta fase, cada participante se presenta de manera individual y 100% en vivo ante el público, realizando una actuación musical consecutiva con la finalidad de obtener la mayor cantidad de votos por parte de este. Asimismo, en la semifinal y gran final, no solo se presentarán canciones en solitario, sino que cada finalista realizará un dueto con su entrenador. La palabra y decisión final la tendrá el público, que consagrará a uno de los cuatro finalistas como La Voz de Angola.

## Presentadores y Jurado

### Presentadores
| Dinamene Cruz |

### Backstage
| Weza Solange |

### Coaches
| Temporada | Coaches      | Coaches     | Coaches     | Coaches               |
| --------- | ------------ | ----------- | ----------- | --------------------- |
| 1         | Paulo Flores | Dji Tafinha | Yola Semedo | C4 Pedro (sustituido) |
| 1         | Paulo Flores | Dji Tafinha | Yola Semedo | Walter Ananás         |

Galería de coaches
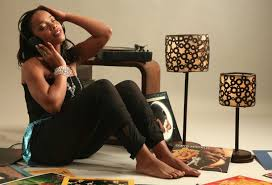
Yola Semedo (2015)

### Asesores / Co-entrenadores
| 1 | Team Paulo | Serpiao Tomás (Totó) Team Tafinha | Team Yola | Ana Semedo Team Walter |

## Resumen
- Equipo Paulo
- Equipo Tafinha
- Equipo Yola
- Equipo Walter

| Temporada | Estreno               | Final               | Ganador            | Segundo Lugar | Tercer Lugar | Otros finalistas | Entrenador ganador | Presentador   | Backstage    | Entrenadores | Entrenadores | Entrenadores | Entrenadores |
| Temporada | Estreno               | Final               | Ganador            | Segundo Lugar | Tercer Lugar | Otros finalistas | Entrenador ganador | Presentador   | Backstage    | 1            | 2            | 3            | 4            |
| --------- | --------------------- | ------------------- | ------------------ | ------------- | ------------ | ---------------- | ------------------ | ------------- | ------------ | ------------ | ------------ | ------------ | ------------ |
| 1         | 11 de octubre de 2015 | 31 de enero de 2016 | Mariedne Feliciano | Cyrius        | L’Vincy      | Rafael Sampaio   | Yola Semedo        | Dinamene Cruz | Weza Solange | Paulo        | Yola         | Walter       | Tafinha      |

## Temporadas

### Temporada 1 (2015 - 2016)
La primera temporada se estrenó el 21 de octubre de 2011 y finalizó el 10 de febrero de 2012, siendo la ganadora Rina Bilurdagu del equipo Alma.

| Clasificación | Artistas                   | Canción      | Resultado     |
| ------------- | -------------------------- | ------------ | ------------- |
| 1             | Mariedne Feliciano         | Show me Love | Ganador       |
| 2             | Evandro Almerindo "Cyrius" | Umoya        | Segundo lugar |
| 3             | Leandro “L’Vincy” Vicente  | Umbi Umbi    | Tercer lugar  |
| 4             | Rafael Sampaio             | Mãe Querida  | Cuarto lugar  |

## Entrenadores
– Juez Ganador/Concursante. El ganador está en negrita.
     – Juez en Segundo Lugar/Concursante. Finalista aparece primero en la lista.
     – Juez en Tercer Lugar/Concursante. Finalista aparece primero en la lista.
     – Juez en Cuarto Lugar. Finalista aparece primero en la lista.
| Temporada | Entrenadores | Entrenadores | Entrenadores | Entrenadores |
| 1         | Paulo | Tafinha | Yola | Walter |
| --------- | --- | --- | --- | --- |
|           | - Rafael Sampaio - Manuel Borges - Yuritze Romero - Ema Silva - Luis Sebastião - Arine Amini - Julião Alberto - Horácio Miapia - Filomena Carvalho - Rafael da Costa - Nayela Simões - Julieta Ambriz | - Evandro Almerindo "Cyrius" - Carlos Fiel - Nuria Filipe Gime - Esperança Quizango - Laricia Cange - Luna Jâmece - Eliseu Paca - Arnaldo “Shane” Maquemba - Leonilde Teixeira - Paulina Amélia - Wilton dos Santos - Jenoveva “Neusa” Kayumbuca | - Mariedne Silva - Isimira Sampaio - Teresa Kiala - Avelino Kussamo - Winny Guerra - Indira Marisa - Ana Jorge - Valércia “Nzonlani” Silva - Araújo de Carvalho - Ricardo Pina - Debora “Damia” Gameiro - Alfredo Yungi | - Leandro “L’Vincy” Vicente - Helena Aires - Valdemar Ngombo - Ema Pimentel - Paulo Silva - Salima Ndangi - Nimi Mingas - Preciosa Tyindjele - Celso Gaspar - Linford Gaspar - Carla “Djamila” Teixeira - Mundiako Coxe |

## La Voz en las redes sociales
- Sitio web oficial (enlace roto disponible en Internet Archive; véase el historial, la primera versión y la última).
- Facebook
- Twitter
- Instagram
- Canal Oficial de Youtube